# Contea di Nantucket
La contea di Nantucket, in inglese Town and County of Nantucket, è una contea dello Stato del Massachusetts, negli Stati Uniti, che corrisponde all'isola omonima, oltre a quelle di Tuckernuck e Muskeget.
La popolazione al censimento del 2000 era di 9 520 abitanti, 11 322 secondo una stima del 2009. Il capoluogo di contea è Nantucket.

## Geografia fisica
La contea si trova nella parte insulare del Massachusetts, a sud di Cape Cod. La contea comprende l'isola di Nantucket, l'isola di Tuckernuck e le isole Muskegat. A ovest è separata dalla contea di Dukes dal Muskeget Channel. L'isola è di origine glaciale, ha lunghe spiagge sabbiose e un clima temperato. Lo United States Census Bureau certifica che l'estensione della contea è di 272,6 km², di cui 148,8 km² costituiti da acque interne.
Il centro principale è Nantucket e altri centri sono Madaket, Surfside, Popis, Wauwinet, Miacomet e Siasconset.

## Storia
L'isola era abitata dai nativi Wampanoag quando i coloni cominciarono ad arrivare in America. Il nome deriva proprio da una parola Wampanoag. Nantucket fu comprata da Thomas Mayhew nel 1641. I coloni cominciarono a insediarsi sull'isola nel 1659. La città di Nuntacket fu incorporata nel 1687 e la contea fu formata nel 1695.